# Томас Фінчем
Томас Фінчем (англ. Thomas Finchum, 1 грудня 1989) — американський стрибун у воду.
Учасник Олімпійських Ігор 2008 року.
Призер Чемпіонату світу з водних видів спорту 2007, 2009 років.
Переможець Панамериканських ігор 2007 року.